# Подолец (Ивановская область)
Подолец — село в Гаврилово-Посадском районе Ивановской области России, входит в состав Шекшовского сельского поселения.

## География
Село расположено на берегу реки Ирмес в 7 км на юго-восток от центра поселения села Шекшово и в 9 км на юго-восток от райцентра города Гаврилов Посад на автодороге 24Н-284 Суздаль — Гаврилов Посад.

## История

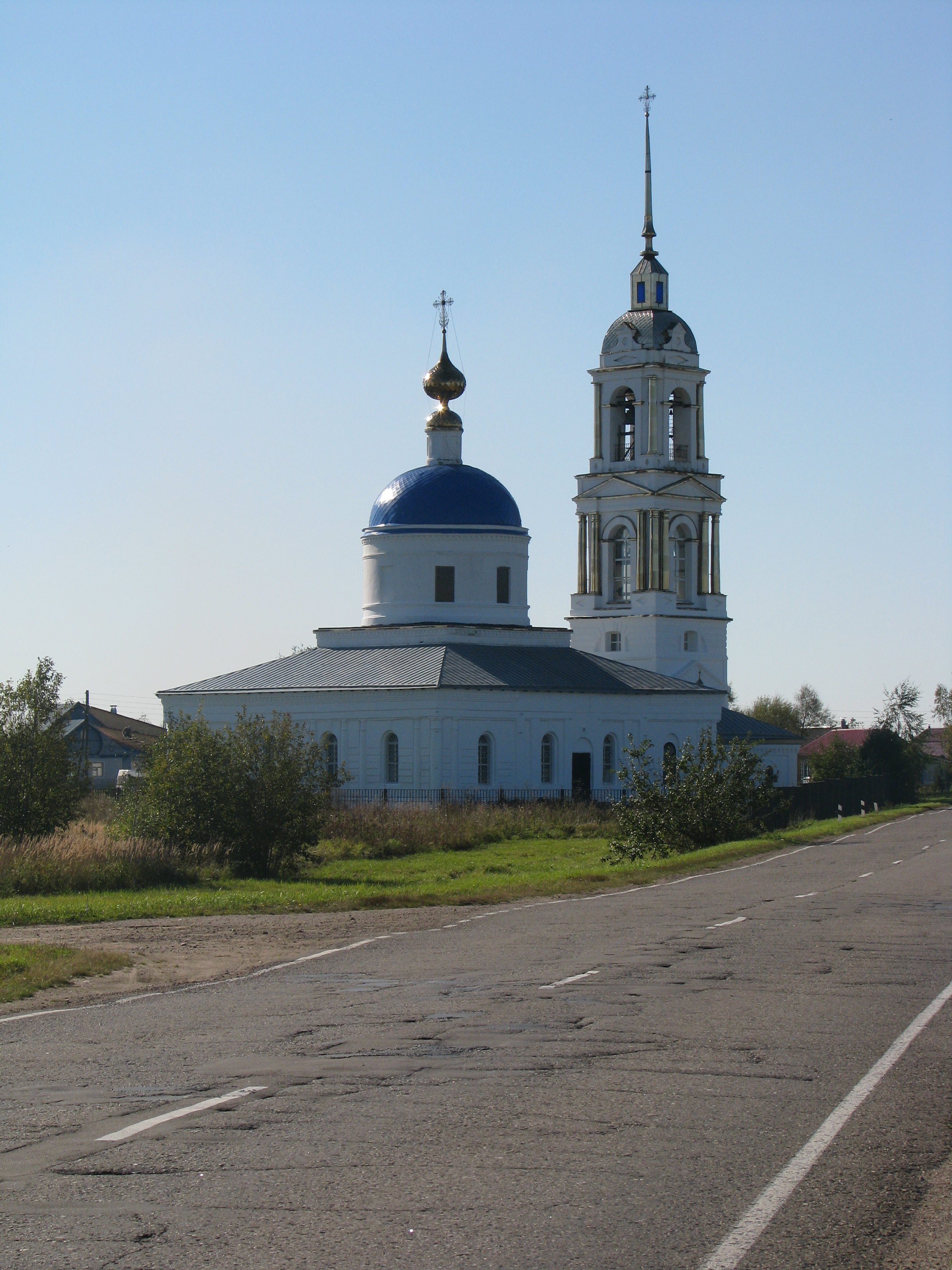

В 1816 году на средства помещицы Екатерины Павловны Бутурлиной и прихожан была построена каменная церковь с колокольней. Престолов в церкви было три: в настоящей холодной — в честь Рождества Пресвятой Богородицы и придельный — во имя Святителя Димитрия Ростовского, в тёплом приделе престол во имя Святителя и Чудотворца Николая. В церкви хранились копии с метрических книг с 1803 года.
В 1893 году приход состоял из села (67 дворов) и деревни Хлябова. Всех дворов в приходе было 139, мужчин — 415, женщин — 477. В селе имелась школа грамотности.
В конце XIX — начале XX века село входило в состав Бородинской волости Суздальского уезда Владимирской губернии.
С 1929 года село являлось центром Подолецкого сельсовета Гаврилово-Посадского района, с 1954 года — в составе Шекшовского сельсовета, с 2005 года — в составе Шекшовского сельского поселения.

## Население
| 1859 | 1905 | 2010 |
| ---- | ---- | ---- |
| 375  | ↗439 | ↘90  |

## Достопримечательности
В селе расположена действующая Церковь Рождества Пресвятой Богородицы (1816)